# Bovichtus oculus
Bovichtus oculus är en fiskart som beskrevs av Hardy, 1989. Bovichtus oculus ingår i släktet Bovichtus och familjen Bovichtidae. Inga underarter finns listade.